# Psittazismus

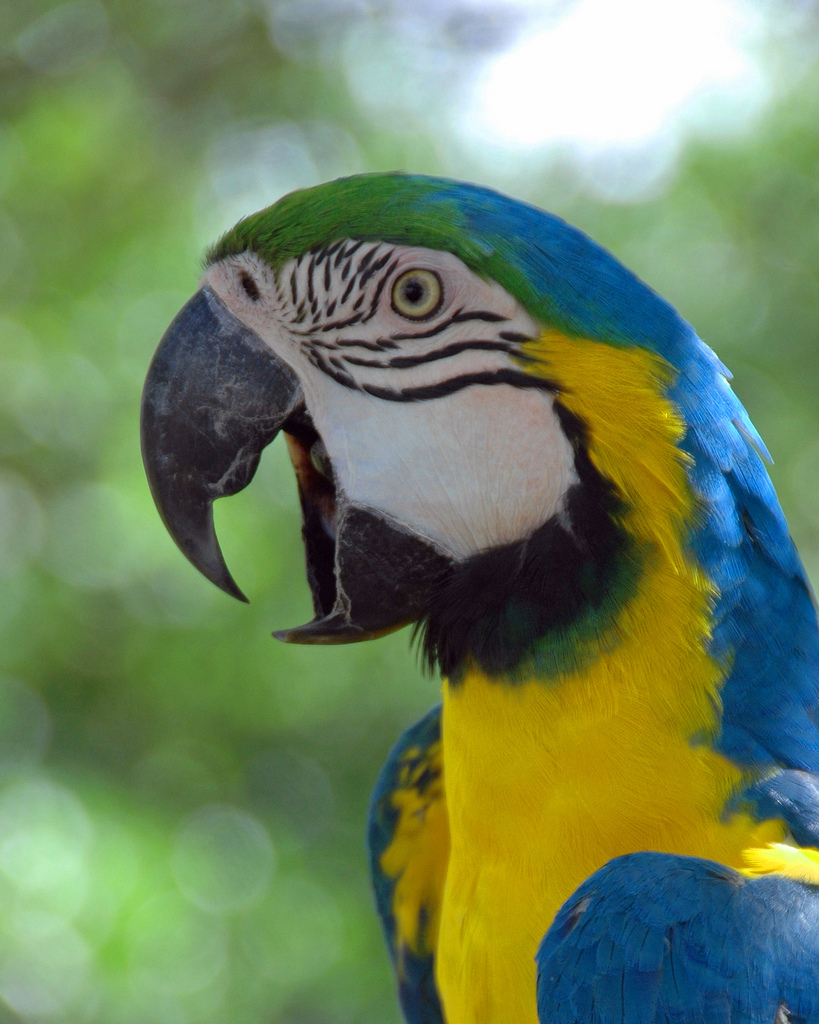
Datei:Talking Parrot (Psittacula krameri).ogg Veranschaulichung für Psittazismus: Ein Ara kann menschliche Laute nachahmen, in diesem Fall sagt der Ara „I love Red Bull“, doch weiß der Ara gar nicht, was Red Bull überhaupt ist.

Psittazismus (von griechisch psíttakos „Papagei“) ist in der Philosophie laut Leibniz die „unreflektierte Verwendung von Sprachzeichen“, beziehungsweise nach Winfried Schröder „unvollständig oder überhaupt nicht Begriffenes zu denken bzw. auszusprechen“. Andere Definitionen sind das wiederholende Reden, wie es etwa Vögel der Ordnung der Psittaciformes (Papageien) tun oder wenn Menschen reden und denken, ohne dabei eigenständige Ideen zu haben. Psittazismus soll eine Erklärung dafür sein, dass moralische Handlungsziele, die Bestandteil der allgegenwärtigen Rede des Menschen und in dessen Bewusstsein verankert sind, keinen Einfluss auf sein Handeln haben.